# Plumetot
Plumetot település Franciaországban, Calvados megyében. Lakosainak száma 203 fő (2022. január 1.). Plumetot Cresserons, Hermanville-sur-Mer és Mathieu községekkel határos.

## Népesség
A település népességének változása:
| Lakosok száma | 159  | 229  | 260  | 217  | 229  | 226  | 215  | 212  | 210  | 203  |
|               | 1968 | 1982 | 1990 | 2006 | 2013 | 2015 | 2017 | 2019 | 2020 | 2022 |